# 客座赘语
《客座赘语》是明代顾起元所著的史料笔记，成书于明神宗万历四十五年（1617年）。全书10卷，計文467篇，记述明朝南都金陵的地理，历史、典故、人物，典章、制度、风俗、故事傳說等，可稍補史乘之闕。

## 目錄
- 卷一：《转运总兵流官》、《方言》、《南唐宫阙》、《南唐都城》、《花木》、《巾履》、《米价》、《宝船厂》等34篇。
- 卷二：《佛会》、《樱桃园》、《南京水陆诸路》、《南宋建都》、《金陵古志》、《快船》、《运船》、《水利》、《户口》、《杂赋》、《尼庵等》36篇。
- 卷三：《太学》、《南部入内阁》、《尚书一品三品》、《南部兼北衔》、《大学士理南部》、《守备》、《蜂蚁》、《乡贤》、《碧峰和尚》、《秦桧女墓》等53篇。
- 卷四：《笔墨研冠天下》、《庆奴黄罗扇》、《娑罗树》、《梁朝乐游苑流杯仪》、《石头城》、《铸钱》、《女饰》、《祈雨》、《北斗》、《品石螺子石》、《金陵寺塔记》等54篇。
- 卷五：《礼乐群英像》、《查十八琵琶》、《苦竹君》、《三藏塔》、《长干塔》、《金陵古城》、《凹凸画》、《金陵南唐画手》、《古碑刻》、《金陵诸园记》、《南京太庙祀典》、《燕子矶江中龙》等34篇。
- 卷六：《金白屿》、《鼠拖生姜》、《刘京兆》、《四景联句》、《夏大理断案》、《供用船只旧例》、《粮船帮次》、《宰相街》、《南都人物》、《船樯》、《利玛窦》、《南京殿庙》、《载酒亭》、《金陵人物志》、《赤松山农》、《都城门》等62篇。
- 卷七：《海忠介公》、《天上见龙》、《画品捕遗》、《崔老数学》、《金陵人金陵诸志》、《南京诸志》、《吴小仙》、《白塔》、《南都旧日宴集》、《金陵诸台》、《南都诸医》、《报恩寺塔》、《白兔白猿白鼠》、《红鹅》、《乌龙潭》、《读书五色笔》、《小九华》等63篇。
- 卷八：《科举事例》、《儒学》、《皇城》、《赏鉴》、《藏书》、《督学察院》、《元御史台》、《金陵垣局》、《黄蛰南父子》、《文臣赐第》、《白野先生》、《青溪先贤祠》、《南都词林》等41篇。
- 卷九：《两大司马》、《达官骑驴》、《半山诗句》、《城内外诸水》、《盛伯年》、《象骨》、《古诸湖》、《苦节》、《礼制》、《小人》、《王荆公墓》、《石城》、《无尽颂古》、《诸寺奇物》、《仁宗皇帝御笔》、《御笔药方》、《沈氏鸭》、《塔影》等48篇。
- 卷十：《军官粮赏则例》、《山水寺院》、《御笔文昌帝君像》、《书法》、《王梅溪研》、《古词曲》、《金陵图》、《城内外诸水考》、《东坡先生金陵诗》、《沿江开河议》、《古迹俪语》、《秦人凿山》、《宫城都邑》、《回龙候驾二桥》等46篇。

## 版本
- 明万历年初刻本，遯园居士辑，线装二册十卷，现藏北京清华大学图书馆、江苏镇江市博物馆。
- 清光绪三十二年（1906年）《金陵丛刻》本，现藏南京大学图书馆、南京市图书馆。
- 中华书局《元明史料笔记丛刊》点校本 《客座赘语》 ISBN 710100014。
- 凤凰出版社江苏地方文献丛书 《客座赘语》 ISBN 7-80643-979-X